# باكاو (تيمور الشرقية)
باكاو هي مدينة، في تيمور الشرقية، تتبع بلدية بوكاو، بلغ عدد سكانها 14,961 نسمة، تبلغ مساحتها 369.53 كيلومتر مربع.

## المناخ
يظهر الجدول التالي التغييرات المناخية على مدار السنة لباكاو:
| البيانات المناخية لـباكاو          | البيانات المناخية لـباكاو | البيانات المناخية لـباكاو | البيانات المناخية لـباكاو | البيانات المناخية لـباكاو | البيانات المناخية لـباكاو | البيانات المناخية لـباكاو | البيانات المناخية لـباكاو | البيانات المناخية لـباكاو | البيانات المناخية لـباكاو | البيانات المناخية لـباكاو | البيانات المناخية لـباكاو | البيانات المناخية لـباكاو | البيانات المناخية لـباكاو |
| الشهر                              | يناير                     | فبراير                    | مارس                      | أبريل                     | مايو                      | يونيو                     | يوليو                     | أغسطس                     | سبتمبر                    | أكتوبر                    | نوفمبر                    | ديسمبر                    | المعدل السنوي             |
| ---------------------------------- | ------------------------- | ------------------------- | ------------------------- | ------------------------- | ------------------------- | ------------------------- | ------------------------- | ------------------------- | ------------------------- | ------------------------- | ------------------------- | ------------------------- | ------------------------- |
| الدرجة القصوى °م (°ف)              | 36.0 (96.8)               | 35.0 (95.0)               | 34.0 (93.2)               | 36.0 (96.8)               | 35.0 (95.0)               | 35.0 (95.0)               | 35.0 (95.0)               | 35.0 (95.0)               | 38.0 (100.4)              | 37.0 (98.6)               | 37.0 (98.6)               | 36.0 (96.8)               | 38.0 (100.4)              |
| متوسط درجة الحرارة الكبرى °م (°ف)  | 27.5 (81.5)               | 27.3 (81.1)               | 28.2 (82.8)               | 28.8 (83.8)               | 28.4 (83.1)               | 27.8 (82.0)               | 27.6 (81.7)               | 28.2 (82.8)               | 29.4 (84.9)               | 30.1 (86.2)               | 30.2 (86.4)               | 28.8 (83.8)               | 28.5 (83.3)               |
| المتوسط اليومي °م (°ف)             | 23.8 (74.8)               | 23.6 (74.5)               | 24.1 (75.4)               | 24.1 (75.4)               | 23.9 (75.0)               | 23.0 (73.4)               | 22.8 (73.0)               | 23.1 (73.6)               | 24.0 (75.2)               | 25.6 (78.1)               | 25.7 (78.3)               | 24.8 (76.6)               | 24.0 (75.2)               |
| متوسط درجة الحرارة الصغرى °م (°ف)  | 22.0 (71.6)               | 21.5 (70.7)               | 20.9 (69.6)               | 20.7 (69.3)               | 20.5 (68.9)               | 19.6 (67.3)               | 19.1 (66.4)               | 18.5 (65.3)               | 18.5 (65.3)               | 17.8 (64.0)               | 20.9 (69.6)               | 21.5 (70.7)               | 20.1 (68.2)               |
| أدنى درجة حرارة °م (°ف)            | 17.3 (63.1)               | 16.4 (61.5)               | 16.1 (61.0)               | 14.4 (57.9)               | 13.8 (56.8)               | 13.3 (55.9)               | 12.2 (54.0)               | 13.2 (55.8)               | 13.2 (55.8)               | 14.7 (58.5)               | 17.2 (63.0)               | 16.9 (62.4)               | 12.2 (54.0)               |
| الهطول مم (إنش)                    | 213.2 (8.39)              | 220.7 (8.69)              | 152.3 (6.00)              | 153.7 (6.05)              | 95.5 (3.76)               | 37.9 (1.49)               | 19.5 (0.77)               | 10.6 (0.42)               | 4.8 (0.19)                | 7.2 (0.28)                | 76.4 (3.01)               | 186.0 (7.32)              | 1٬177٫8 (46.37)           |
| متوسط أيام هطول الأمطار (≥ 0.1 mm) | 20                        | 17                        | 16                        | 15                        | 10                        | 6                         | 4                         | 2                         | 0                         | 1                         | 7                         | 15                        | 113                       |
| متوسط الرطوبة النسبية (%)          | 84                        | 87                        | 80                        | 77                        | 71                        | 67                        | 63                        | 56                        | 55                        | 58                        | 67                        | 78                        | 70                        |
| ساعات سطوع الشمس الشهرية           | 158.1                     | 149.7                     | 213.9                     | 207.0                     | 251.1                     | 228.0                     | 263.5                     | 297.6                     | 300.0                     | 313.1                     | 303.0                     | 204.6                     | 2٬889٫6                   |
| ساعات سطوع الشمس اليومية           | 5.1                       | 5.3                       | 6.9                       | 6.9                       | 8.1                       | 7.6                       | 8.5                       | 9.8                       | 10.0                      | 10.1                      | 10.1                      | 6.6                       | 7.9                       |
| المصدر: الأرصاد الجوية الألمانية   |                           |                           |                           |                           |                           |                           |                           |                           |                           |                           |                           |                           |                           |

## مدن توأم
المدن التوأم:
- سيكسال
- City of Darebin [الإنجليزية]‏
- City of Yarra [الإنجليزية]‏.

## أعلام
- كارلوس فيليب اكسيمنس بيلو